# Intelligence (serie televisiva 2014)
Intelligence è una serie televisiva statunitense creata da Michael Seitzman e basata sul romanzo  di John Dixon Phoenix Island (Dissident   )
La serie è stata trasmessa in prima visione assoluta sul canale televisivo statunitense CBS a partire dal 7 gennaio 2014; il 10 maggio successivo, l'emittente ha cancellato la serie. In Italia è andata in onda su Rai 2 dal 9 marzo al 12 maggio 2014.

## Trama
Gabriel Vaughn è un agente operativo a cui è stato impiantato nel cervello un microchip che gli permette di accedere a tutte le reti internazionali di informazioni, tra cui internet, Wi-Fi, telefoni e satelliti. A capo della nuova unità cibernetica che segue Gabriel c'è la direttrice Lillian Strand e il team operativo composto da Riley Neal, agente dei servizi segreti con il compito di proteggere Gabriel, e dall'agente federale Chris Jameson.

## Episodi
| Stagione       | Episodi | Prima TV originale | Prima TV Italia |
| -------------- | ------- | ------------------ | --------------- |
| Prima stagione | 13      | 2014               | 2014            |

## Personaggi e interpreti

### Personaggi principali
- Gabriel Vaughn (stagione 1), interpretato da Josh Holloway, doppiato da Fabio Boccanera.
- Lillian Strand (stagione 1), interpretata da Marg Helgenberger, doppiata da Alessandra Korompay.
- Riley Neil (stagione 1), interpretata da Meghan Ory, doppiata da Chiara Gioncardi.
- Chris Jameson (stagione 1), interpretato da Michael Rady, doppiato da Paolo De Santis.
- Shenendoah Cassidy (stagione 1), interpretato da John Billingsley, doppiato da Carlo Cosolo.
- Nelson Cassidy (stagione 1), interpretato da P. J. Byrne, doppiato da Daniele Raffaeli.

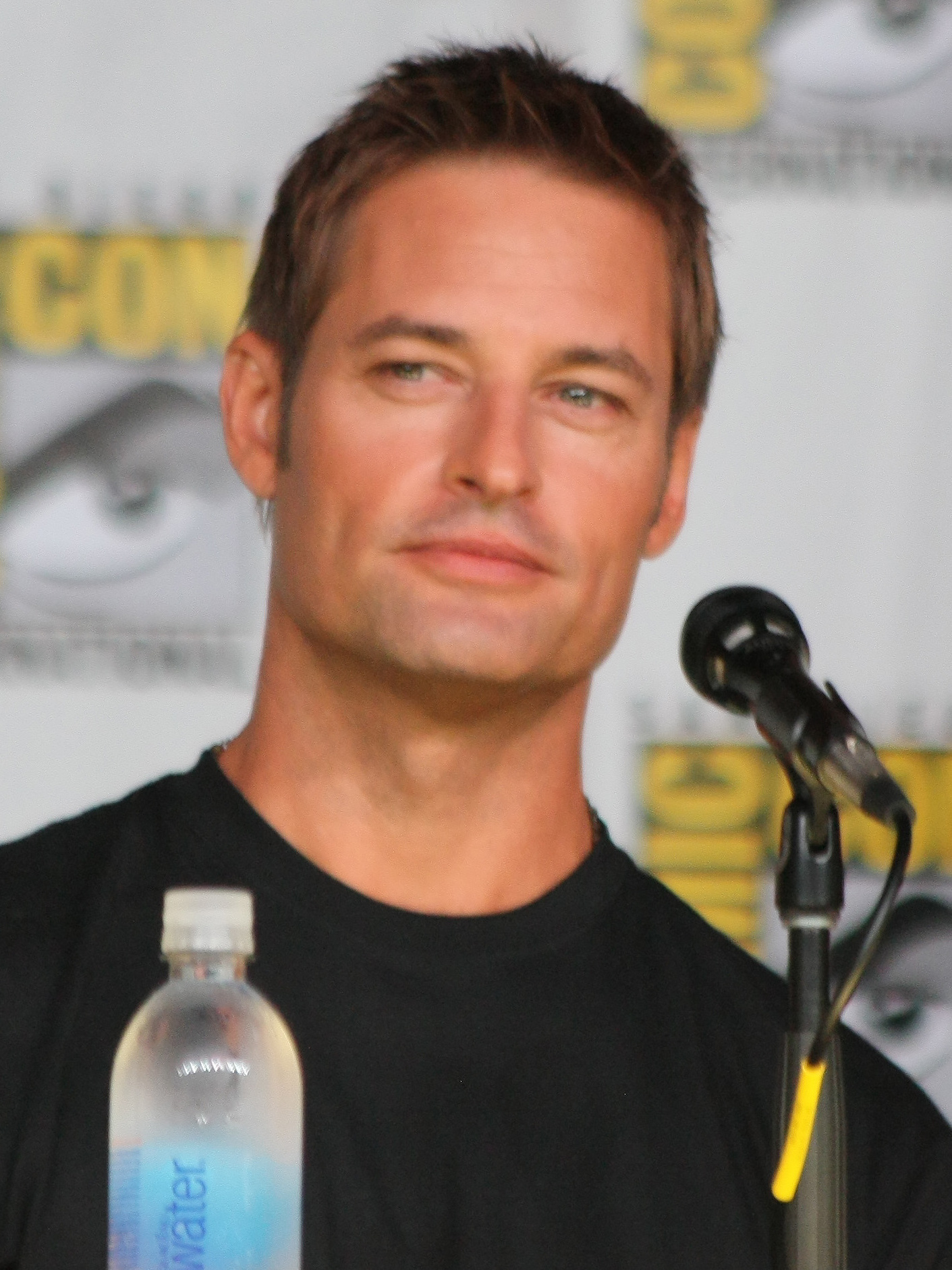
Josh Holloway interpreta Gabriel Vaughn
Marg Helgenberger interpreta Lillian Strand
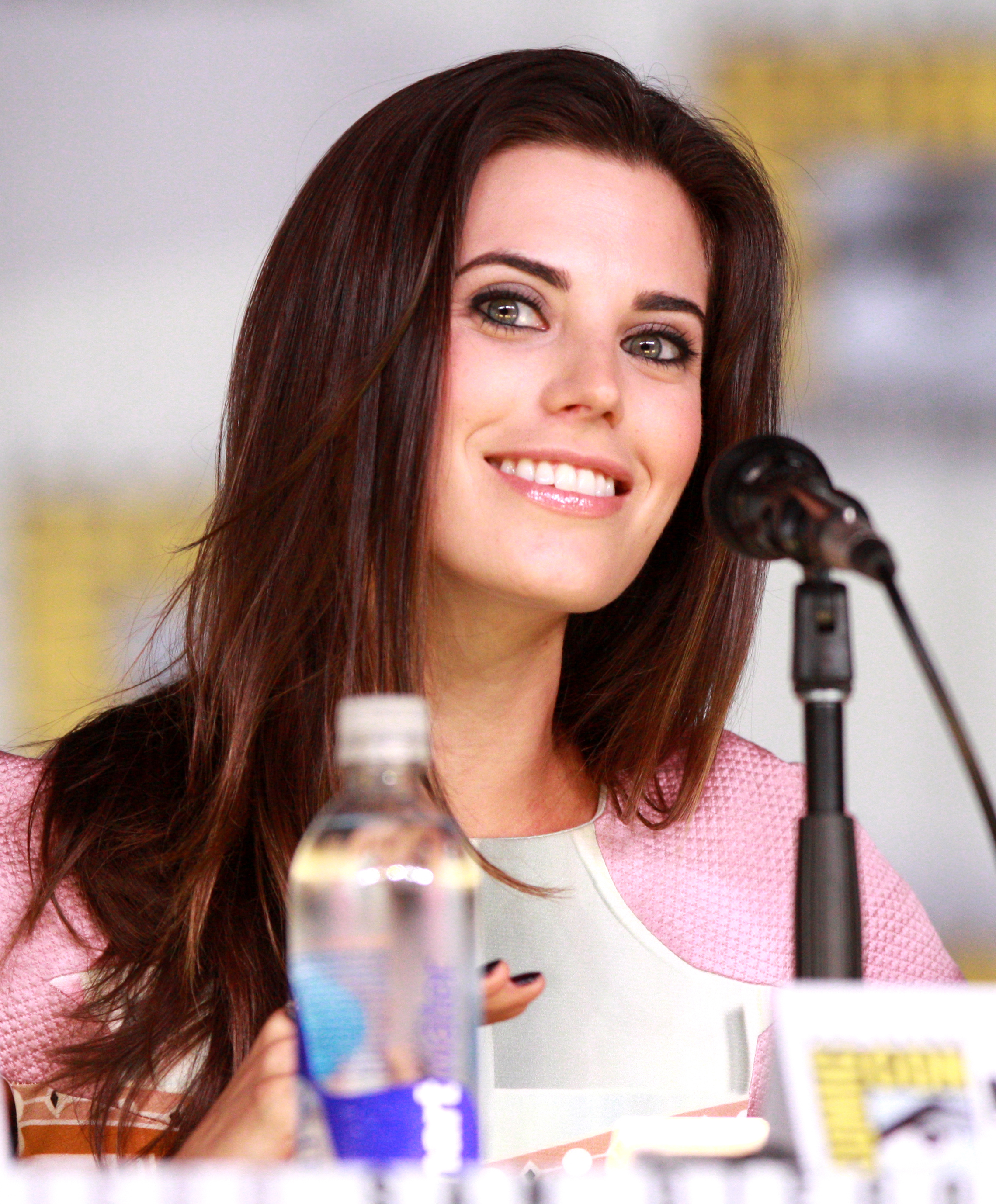
Meghan Ory interpreta Riley Neil
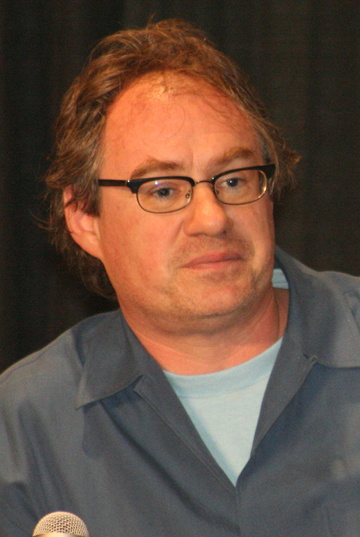
John Billingsley interpreta Shenendoah Cassidy
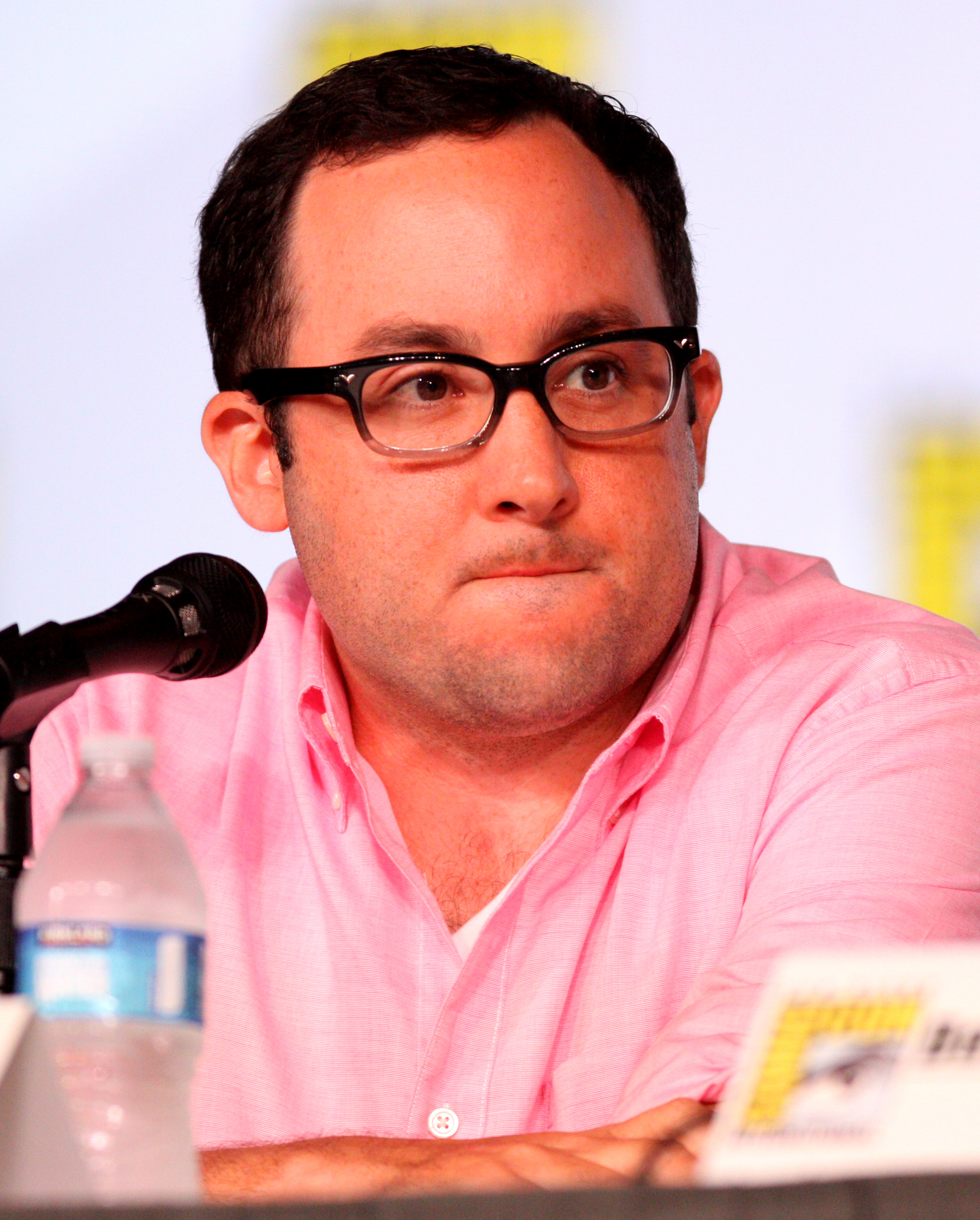
P. J. Byrne interpreta Nelson Cassidy

## Produzione

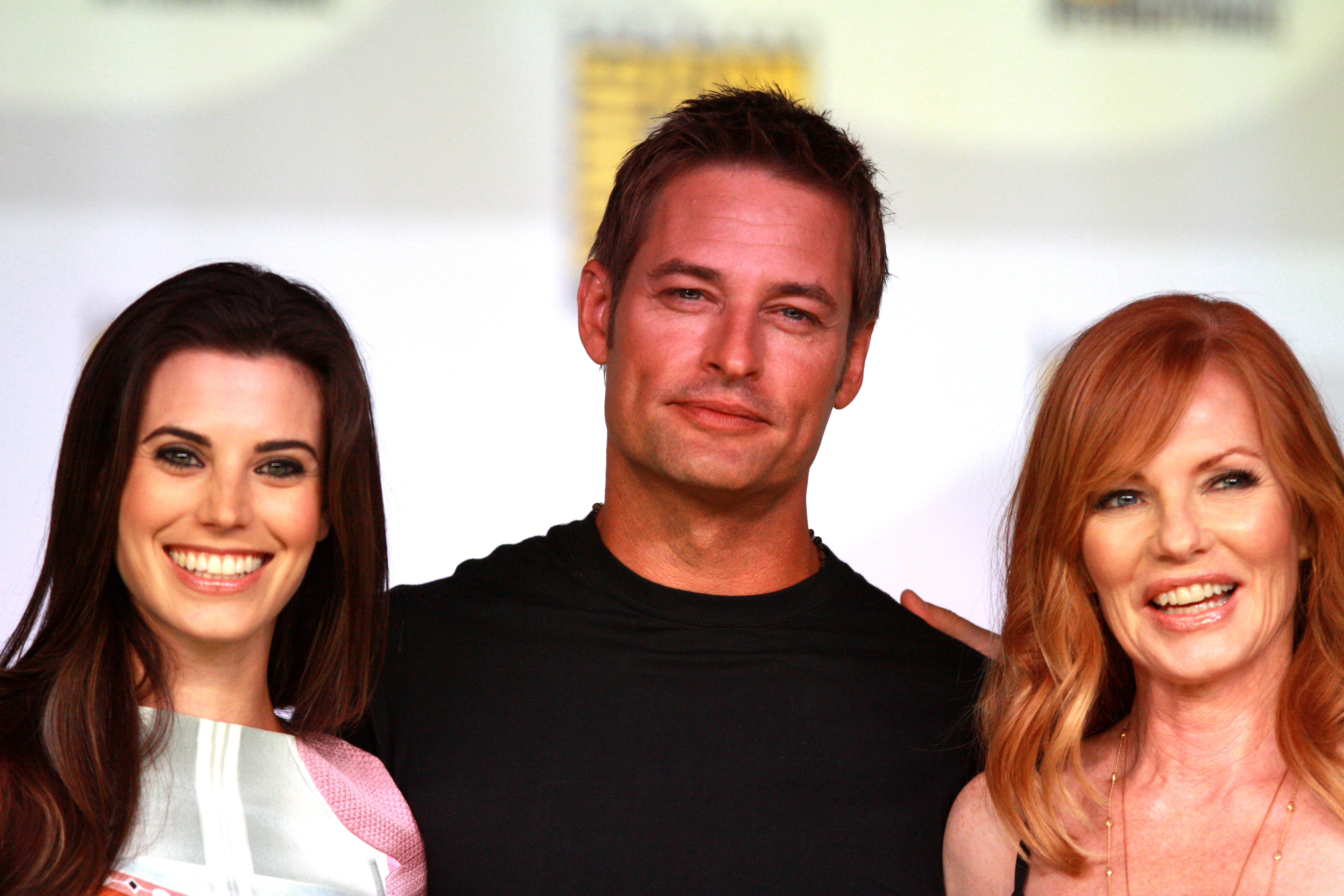
Meghan Ory, Josh Holloway & Marg Helgenberger al San Diego Comic-Con International 2013

La produzione della serie iniziò nel settembre del 2012, mese in cui la CBS acquistò una sceneggiatura scritta da Michael Seitzman, basata sul romanzo inedito di John Dixon Dissident. Il 4 febbraio 2013 la rete ordinò la creazione di un episodio pilota della serie, che venne diretto da David Semel, e il successivo 27 febbraio René Echevarria venne assunto nel ruolo di produttore esecutivo e showrunner. Dopo aver visualizzato l'episodio pilota, il 10 maggio 2013 CBS ordinò la creazione di una prima stagione della serie. Il successivo 10 luglio lo showrunner della serie René Echevarria decise di abbandonare il progetto.

### Casting
Il casting della serie iniziò nel febbraio del 2013. Il primo attore ad essere ingaggiato fu Josh Holloway che l'11 febbraio ottenne il ruolo del protagonista Gabriel Vaughn. Sempre nel mese di febbraio si unì al cast l'attore Michael Rady nel ruolo di Chris Jameson e il 1º marzo vennero aggiunti al cast anche gli attori Marg Helgenberger e James Martinez rispettivamente nei ruoli della direttrice Lillian Strand e di Gonzalo "Gonzo" Rodriguez. Il successivo 11 marzo vennero aggiunti al cast gli attori Meghan Ory e P. J. Byrne rispettivamente nei ruoli di Riley Neil e Nelson Cassidy, e il giorno dopo venne ingaggiato anche John Billingsley nel ruolo del dottor William Crispin successivamente ribattezzato Shenendoah Cassidy.